# Nokia (település)
Nokia (1938-ig Pohjois-Pirkkala néven) város Finnország Nyugat-Finnország tartományában, Pirkanmaa régióban, Tamperétől kb. 15 km-re. Pirkanmaa régióban Nokia népessége Tampere után második legnagyobb.
Ez az ipari város jól ismert finn márkák szülővárosa, amelyek közül a legismertebb a Nokia mobiltelefon, de neves gyógyfürdő, aquapark, víziútvonalak és kulturális események színhelye is.

## Történelem
Első utalást a Nokia névre egy 1505 évi írásban találunk, ahol Nokia Manor néven szerepel.
Ezen a területen volt az 1596-os buzogányháború (finnül nuijasota) legnagyobb összecsapása. A dorongokkal felfegyverkezett lázadó parasztok Nokia Manorba vették be magukat és számos csatát megnyertek mielőtt 1597-ben a lázadást Klaus Fleming vezetésével leverték, Jaakko Ilkka vezetőjüket pedig kivégezték. Ez a felkelés volt az utolsó finn parasztlázadás.
Régen Nokia a jelenlegi Tampere központjáig is benyúlt, de 1922-ben az addigi Pirkkala régió területét felosztották Észak- és Dél-Pirkkalára. A határvonal Pyhäjärvi tavat szelte ketté, ahol akkoriban még nem volt közlekedőút. 1938-ban Észak-Pirkkala a Nokia nevet vette fel, míg Dél-Pirkkala visszakapta az eredeti Pirkkala nevet, melyet azóta is visel. Nokia és Pirkkala között a közúti összeköttetés Rajasalmin keresztül 1973-ban jött létre. Ezt az utat 2006-ban autópályává fejlesztették.
Nokia folyóján, a Nokiavirtán, 1971-ben megépítették a Melon vízerőművet, ami a folyó teljes esési magasságát Pyhájárvi és Kulovesi között kihasználja. Az építéssel egyidőben a régi erőművet felszámolták.
Az 1970-es években Nokia területe nagyságrendekkel megnőtt, amikor Tottijárvi és Suoniemi településeket hozzácsatolták.
A Téli háború után Nokiában telepítették le Pyhäjärviből Viborg régió (Oroszország) menekülni kényszerült embereket.
Nokia 1977-ben kapott városi rangot.

### Névtörténet
Az archaikus "nois" finn szó (többes számban "nokiit") régebbi hiedelem szerint a prémes cobolyt jelenthette. Ez egyben azt is mutatta volna, hogy Nokia központi kereskedőhely is volt, ahol a cobolyprémek a legértékesebb árucikkek voltak. Az újabb kutatások szerint viszont a coboly soha nem élt Finnország területén, így valószínűleg a "Nokia" szó hód jelentést takar, mint fekete, illetve sötétbundájú állat, magyarázva a "noki" (finnül korom) szót.

## Ipar
A Nokia távközlési óriáscéget Fredrik Idestam 1865-ben alapította, mint cellulózüzemet. A finn Gumigyár Kft (Suomen Gummitehdas Oy) (alapítva 1898) 1904-ben szintén létrehozott egy gyárat Nokiában. Ez a két cég, valamint a finn Kábel Művek Kft. (Suomen kaapelitehdas Oy) 1967-ben összeolvadtak megalapítva a Nokia Corporation-t. 1990 körül ennek a konglomerátumnak különböző ágazatai ismét több vállalatra oszlottak, vagy eladták. A gumiiparág, mint Nokia Autógumigyár, és a papírgyár, mint Georgia-Pacific Finland Oy még jelenleg is Nokiában működik.
2008-tól a Nokia távközlési vállalatnak már semmi köze nincs a város Nokiához. Annak ellenére, hogy a társaságot a Nokiában alapították, a székház Espooba költözött, a gyártás pedig Salóba.

## Testvérvárosai
- Blönduós, Izland
- Moss, Norvégia
- Karlstad, Svédország
- Horsens, Dánia
- Orjol, Oroszország
- Sillamäe, Észtország
- Sárospatak, Magyarország

## Fordítás
- Ez a szócikk részben vagy egészben  a   Nokia (kaupunki) című finn Wikipédia-szócikk fordításán alapul.  Az eredeti cikk szerkesztőit annak laptörténete sorolja fel. Ez a jelzés csupán a megfogalmazás eredetét és a szerzői jogokat jelzi, nem szolgál a cikkben szereplő információk forrásmegjelöléseként.
- Ez a szócikk részben vagy egészben  a   Nokia, Finland című angol Wikipédia-szócikk fordításán alapul.  Az eredeti cikk szerkesztőit annak laptörténete sorolja fel. Ez a jelzés csupán a megfogalmazás eredetét és a szerzői jogokat jelzi, nem szolgál a cikkben szereplő információk forrásmegjelöléseként.